# Presidências e províncias da Índia Britânica

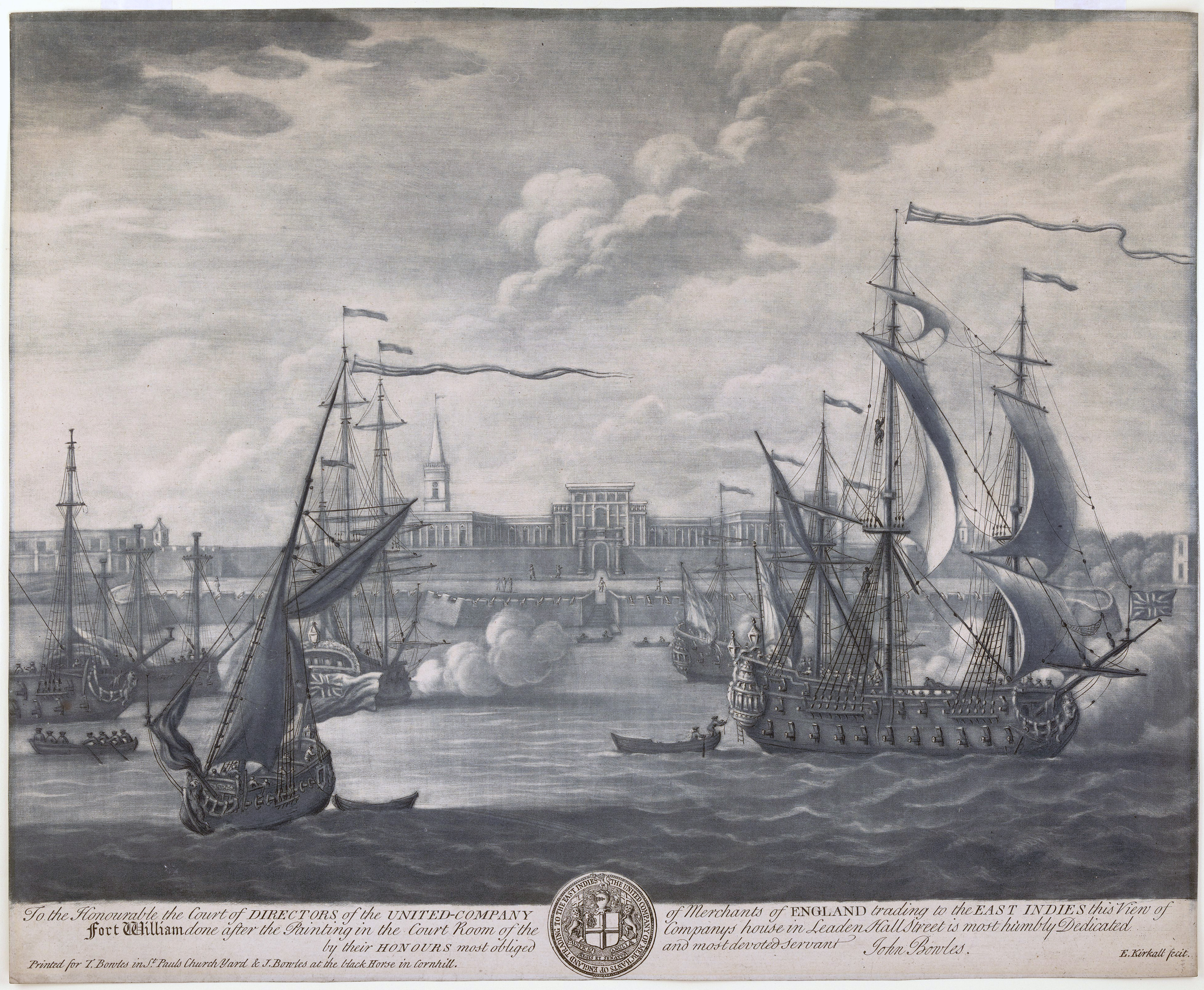
Uma gravura mezzotint de Fort William, Calcutá, capital da Presidência de Bengala na Índia Britânica, 1735.

As Províncias da Índia, as anteriores presidências da Índia britânica e ainda anteriores, as cidades da presidência, eram as divisões administrativas da governação britânica no subcontinente indiano. Coletivamente, eles foram chamados de Índia Britânica. De uma forma ou de outra, existiram entre 1612 e 1947, convencionalmente divididos em três períodos históricos:
- Entre 1612 e 1757, a Companhia das Índias Orientais (EIC) montou feitorias (entrepostos comerciais) em vários locais, principalmente na costa da Índia, com o consentimento do Império Mogol, do Império Marata ou dos governantes locais. Seus rivais eram as empresas comerciais de Portugal, Dinamarca, Holanda e França. Em meados do século XVIII, três cidades da Presidência: Madras, Bombaim e Calcutá, tinham crescido em tamanho.
- Durante o período de governo da Companhia na Índia, 1757-1858, a Companhia gradualmente adquiriu soberania sobre grandes partes da Índia, agora chamadas de "Presidências". No entanto, também ficou cada vez mais sob a supervisão do governo britânico, partilhando, na verdade, a soberania com a Coroa. Ao mesmo tempo, perdeu gradualmente os seus privilégios mercantis.
- Após a rebelião indiana de 1857, os poderes restantes da empresa foram transferidos para a Coroa. Sob o Raj Britânico (1858–1947), as fronteiras administrativas foram estendidas para incluir algumas outras regiões administradas pelos britânicos, como a Alta Birmânia. Cada vez mais, porém, as pesadas presidências foram divididas em "Províncias". [1] Os exércitos da presidência da EIC foram reestruturados no Exército Indiano Britânico.

A "Índia Britânica" não incluía os muitos estados principescos que continuaram a ser governados por príncipes indianos, embora no século XIX estivessem sob a suserania britânica - a sua defesa, relações externas e comunicações entregues à autoridade britânica e o seu governo interno monitorizado de perto.  Na época da Independência da Índia, em 1947, havia oficialmente 565 estados principescos, sendo alguns muito grandes embora a maioria fosse muito pequena. Eles compreendiam um quarto da população do Raj Britânico e dois quintos de sua área terrestre, com as províncias compreendendo o restante.  O Exército Britânico da Índia formou as Forças Armadas Indianas, que foram divididas nas Forças Armadas do Paquistão após a partição da Índia.

## Índia Britânica (1600–1947)
Em 1608, as autoridades Mughal permitiram que a Companhia Inglesa das Índias Orientais estabelecesse um pequeno assentamento comercial em Surat (agora no estado de Gujarat), e esta se tornou a primeira cidade-sede da empresa. Foi seguida em 1611 por uma feitoria permanente em Machilipatnam, na costa de Coromandel, e em 1612 a empresa juntou-se ao comércio com outras empresas comerciais europeias já estabelecidas em Bengala.  No entanto, o poder do Império Mughal declinou a partir de 1707, primeiro nas mãos dos Marathas e mais tarde devido à invasão da Pérsia (1739) e do Afeganistão (1761); após as vitórias da Companhia das Índias Orientais na Batalha de Plassey (1757) e na Batalha de Buxar (1764) - ambas dentro da Presidência de Bengala estabelecida em 1765 - e a abolição do domínio local (Nizamat) em Bengala em 1793, a empresa gradualmente começou para expandir formalmente seus territórios em toda a Índia.  Em meados do século XIX, e após as três Guerras Anglo-Maratas, a Companhia das Índias Orientais tornou-se a potência política e militar suprema no sul da Ásia, com o seu território sob custódia da Coroa Britânica. 
O governo da empresa em Bengala (depois de 1793) foi encerrado pela Lei do Governo da Índia de 1858, após os eventos da Rebelião de Bengala de 1857.  Doravante conhecida como Índia Britânica, foi posteriormente governada diretamente como uma possessão colonial do Reino Unido, e a Índia foi oficialmente conhecida depois de 1876 como Império Indiano.  A Índia foi dividida em Índia Britânica, regiões que eram administradas diretamente pelos britânicos, com atos estabelecidos e aprovados no parlamento britânico,  e nos estados principescos,  governados por governantes locais de diferentes origens étnicas. A estes governantes foi permitida uma certa autonomia interna em troca do reconhecimento da suserania britânica. A Índia britânica constituía uma porção significativa da Índia, tanto em área como em população; em 1910, por exemplo, cobria aproximadamente 54% da área e incluía mais de 77% da população.  Além disso, havia enclaves portugueses e franceses na Índia. A independência do domínio britânico foi alcançada em 1947 com a formação de duas nações, os Domínios da Índia e do Paquistão, este último incluindo Bengala Oriental, atual Bangladesh.
O termo Índia Britânica também se aplicou à Birmânia por um período de tempo mais curto: começando em 1824, uma pequena parte da Birmânia, e em 1886, quase dois terços da Birmânia passaram a fazer parte da Índia Britânica.  Este acordo durou até 1937, quando a Birmânia foi reorganizada como uma colônia britânica separada. A Índia Britânica não se aplicava a outros países da região, como o Sri Lanka (então Ceilão), que era uma colônia da Coroa Britânica, ou as Ilhas Maldivas, que eram um protetorado britânico. Na sua maior extensão, no início do século XX, o território da Índia britânica estendia-se até às fronteiras da Pérsia, a oeste; Afeganistão no noroeste; Nepal no norte, Tibete no nordeste; e China, Indochina Francesa e Sião no leste. Também incluía a província de Adem, na Península Arábica. 

## Administração sob a Companhia das Índias Orientais (1793-1858)
A Companhia das Índias Orientais, que foi constituída em 31 de dezembro de 1600, estabeleceu relações comerciais com governantes indianos em Masulipatam, na costa leste, em 1611, e em Surat, na costa oeste, em 1612.  A empresa alugou um pequeno posto comercial em Madras em 1639.  Bombaim, que foi cedida à Coroa Britânica por Portugal como parte do dote de casamento de Catarina de Bragança em 1661, foi por sua vez concedida à Companhia das Índias Orientais para ser mantida em fideicomisso pela Coroa. 
Enquanto isso, no leste da Índia, após obter permissão do imperador mogol Xá Jeã para negociar com Bengala, a empresa estabeleceu sua primeira fábrica em Hoogly em 1640.  Quase meio século depois, depois que o imperador mogol Aurengzeb forçou a empresa a sair de Hooghly por sua evasão fiscal, Job Charnock foi inquilino de três pequenas aldeias, mais tarde renomeadas como Calcutá, em 1686, tornando-as a nova sede da empresa.  Em meados do século 18, os três principais assentamentos comerciais, incluindo fábricas e fortes, eram então chamados de Presidência de Madras (ou Presidência de Fort St. George), Presidência de Bombaim e Presidência de Bengala (ou Presidência de Fort William) —cada um administrado por um governador. 

### Presidências

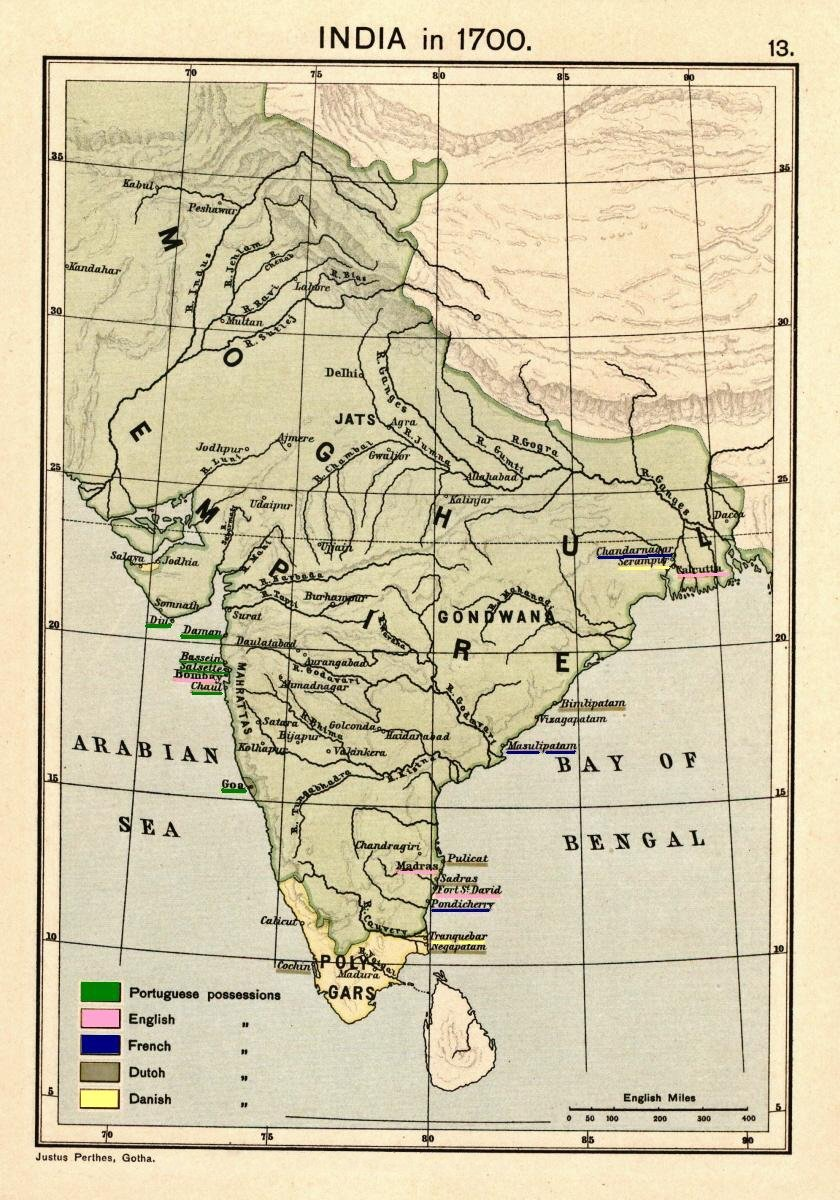
A península indiana em 1700, mostrando oImpério Mogol e os assentamentos comerciais europeus.
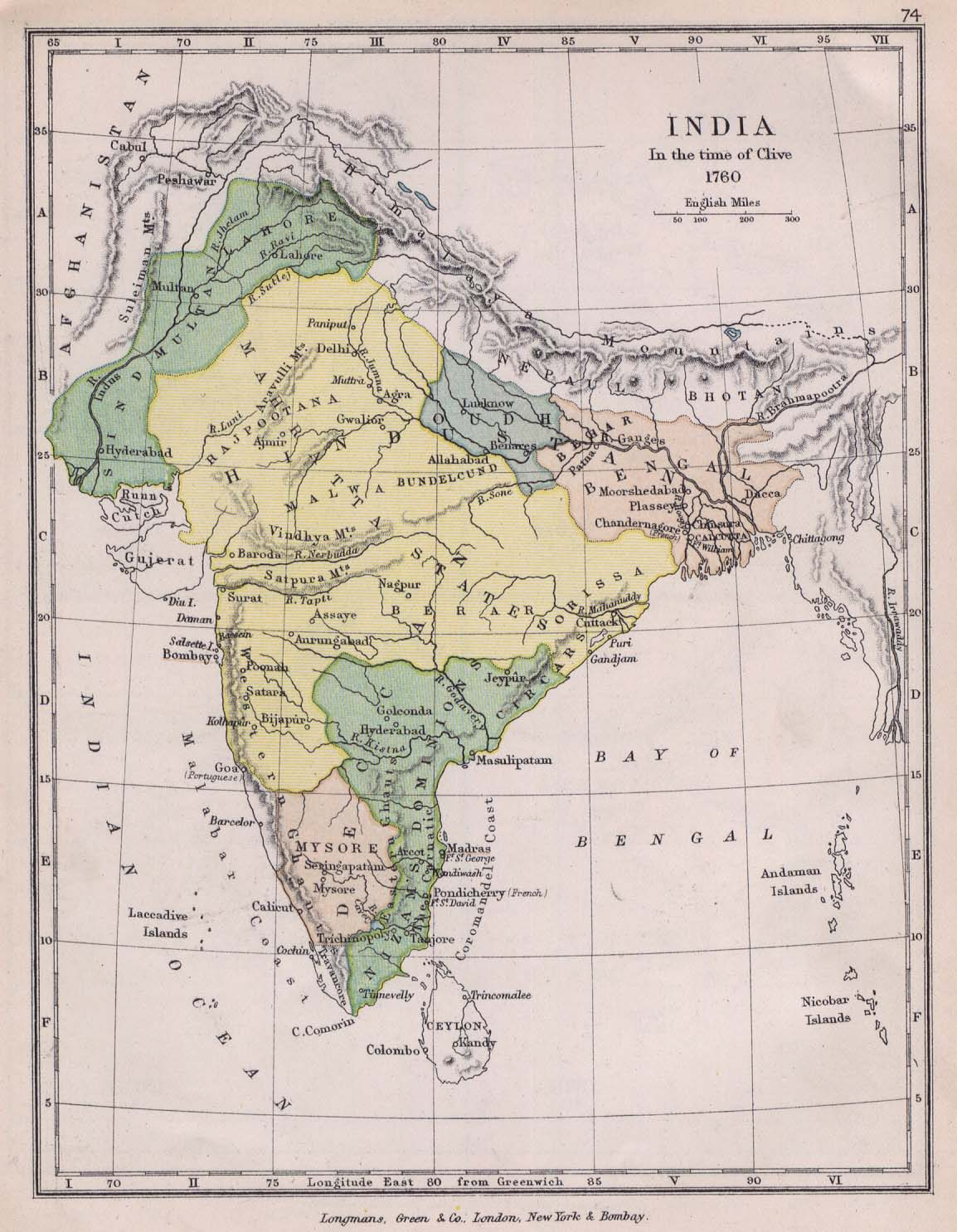
A península indiana em 1760, três anos após um Batalha de Plassey, mostrando o Império Marata e outros estados políticos proeminentes.
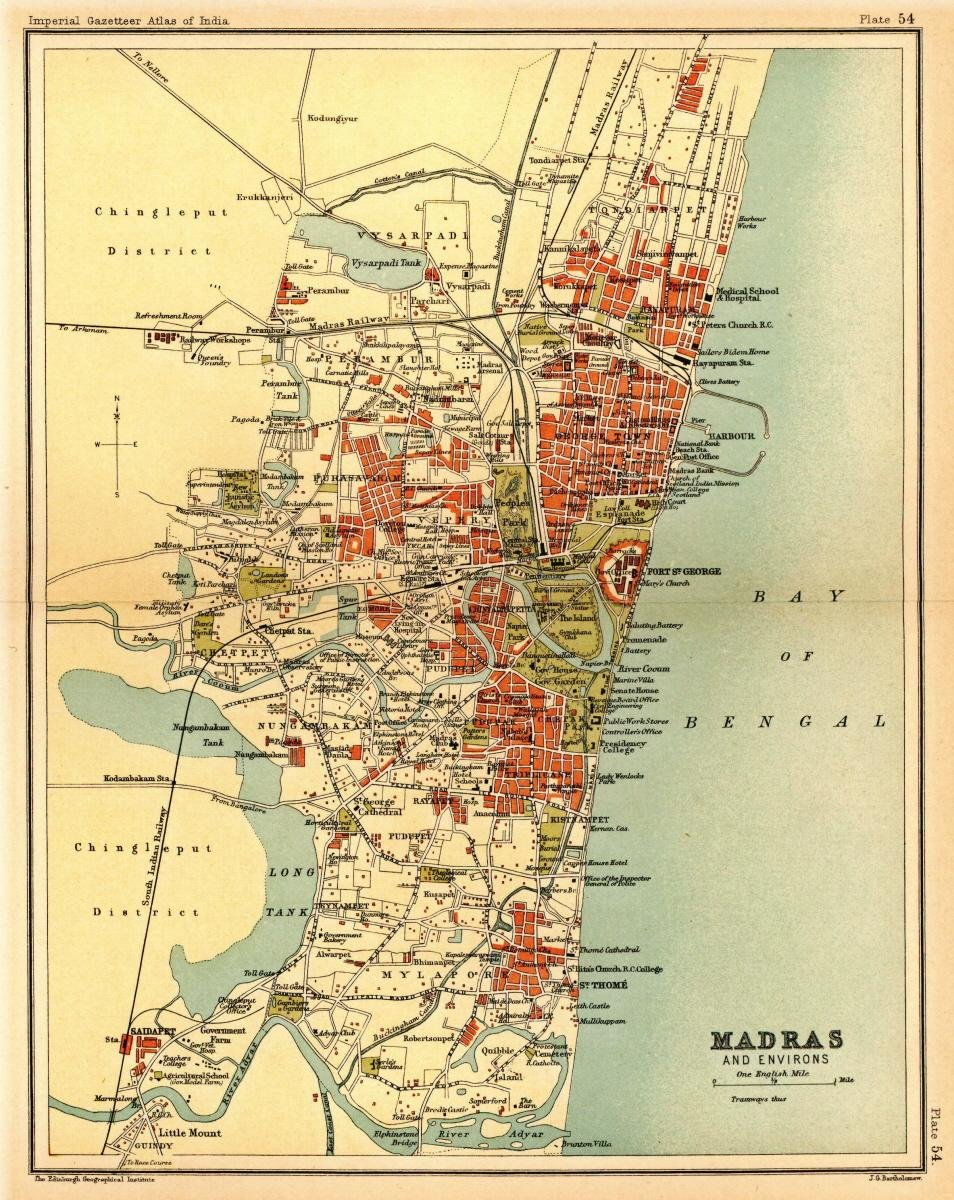
A cidade presidencial de Madras em um mapa de 1908. Madras foi estabelecida como Forte de São Jorge em 1640.
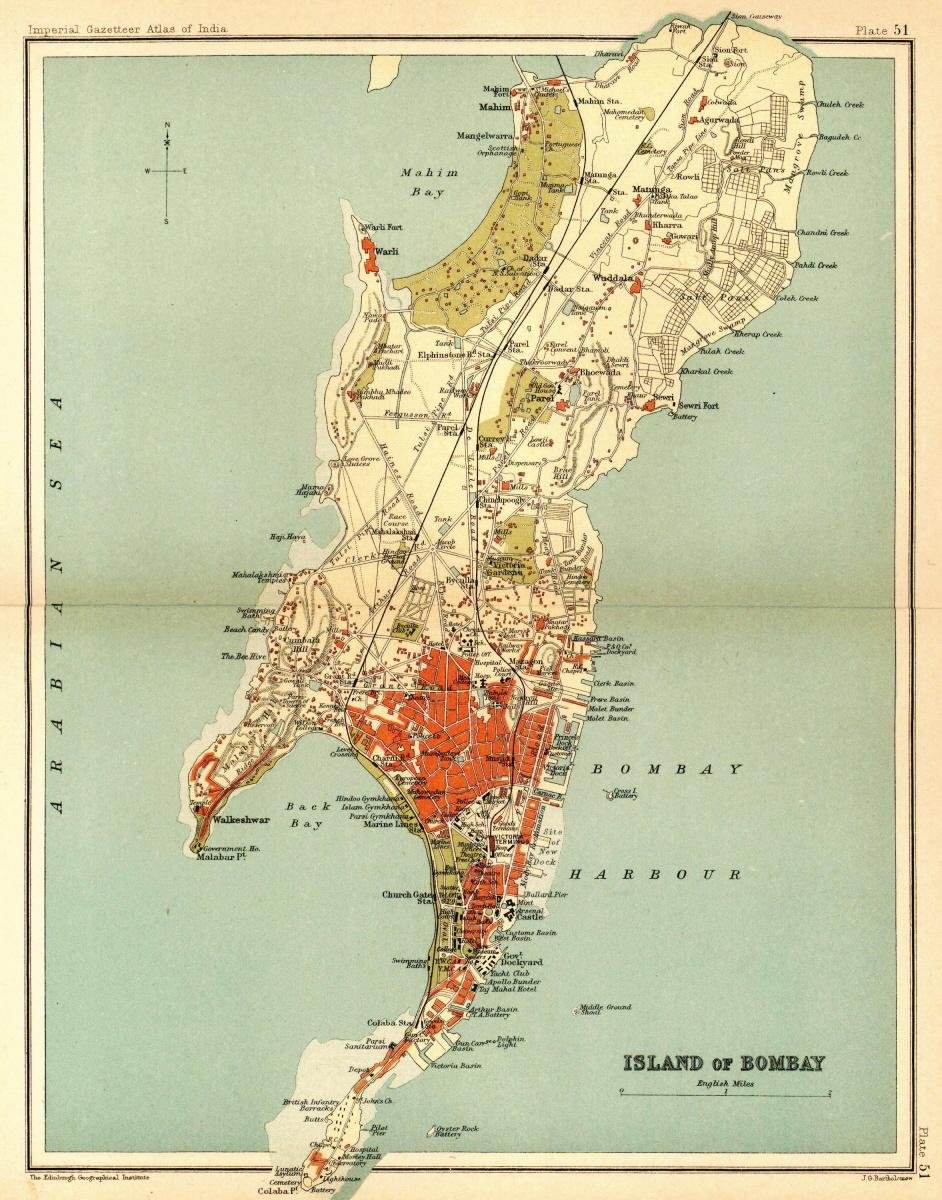
A cidade presidencial de Bombaim (mostrada aqui em um mapa de 1908) foi fundada em 1684.

- Presidência de Madras: estabelecida em 1640.
- Presidência de Bombaim: A sede da Companhia das Índias Orientais mudou de Surat para Bombaim (Mumbai) em 1687.
- Presidência de Bengala: estabelecida em 1690.

Após a vitória de Robert Clive na Batalha de Plassey em 1757, o governo fantoche de um novo Nawab de Bengala foi mantido pela Companhia das Índias Orientais.  No entanto, após a invasão de Bengala pelo Nawab de Oudh em 1764 e a sua subsequente derrota na Batalha de Buxar, a Companhia obteve o Diwani de Bengala, que incluía o direito de administrar e cobrar receitas fundiárias (imposto predial) em Bengala, a região dos atuais Bangladesh, Bengala Ocidental, Jharkhand e Bihar a partir de 1772, de acordo com o tratado assinado em 1765.  Em 1773, a Companhia obteve o Nizāmat de Bengala (o "exercício da jurisdição criminal") e, portanto, a soberania total da Presidência ampliada de Bengala.  Durante o período de 1773 a 1785, muito pouco mudou; as únicas exceções foram a adição dos domínios do Rajá de Banares à fronteira ocidental da Presidência de Bengala, e a adição da Ilha Salsette à Presidência de Bombaim. 

Partes do Reino de Maiçor foram anexadas à Presidência de Madras após o fim da Terceira Guerra Anglo-Maiçor em 1792. Em seguida, em 1799, após a derrota do Sultão Tipu na Quarta Guerra Anglo-Maiçor, mais do seu território foi anexado à Presidência de Madras.  Em 1801, Carnatic, que estava sob a suserania da empresa, passou a ser administrado diretamente por ela como parte da Presidência de Madras. 

Mapa da Índia em 1765.
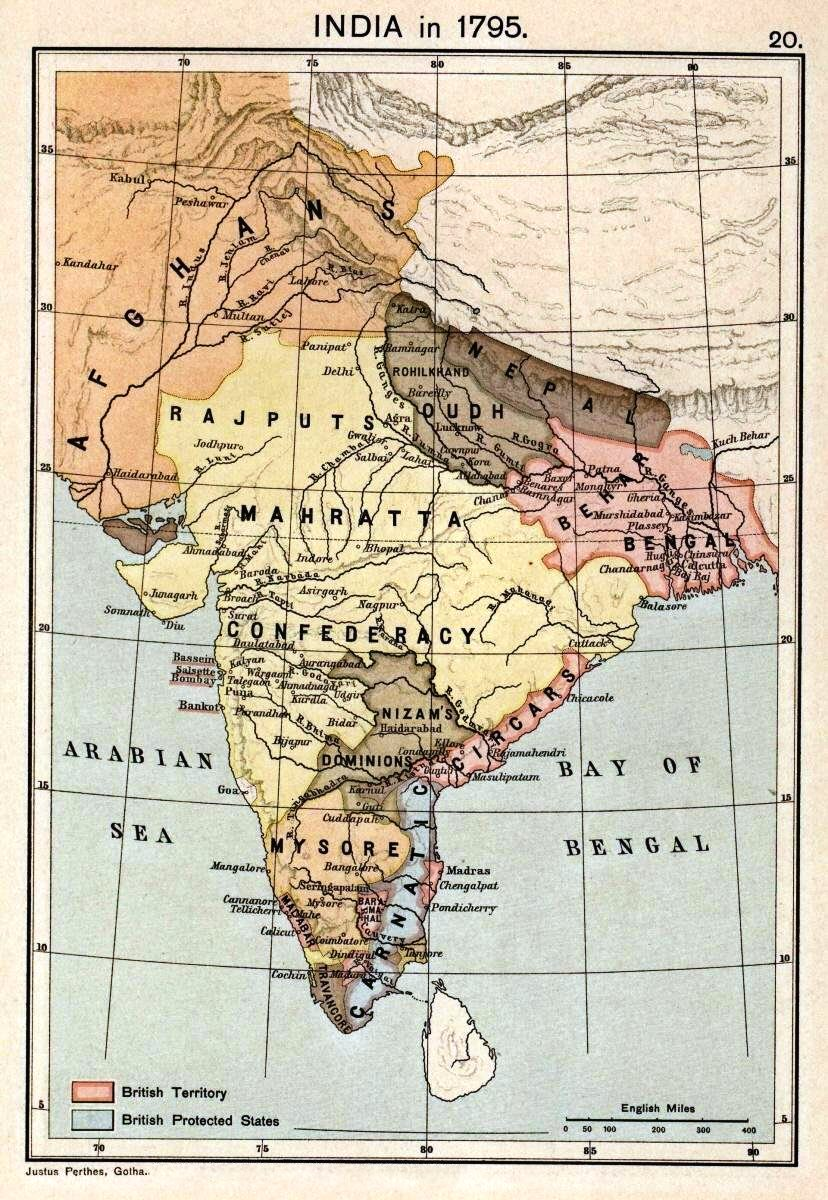
Mapa da Índia em 1795.
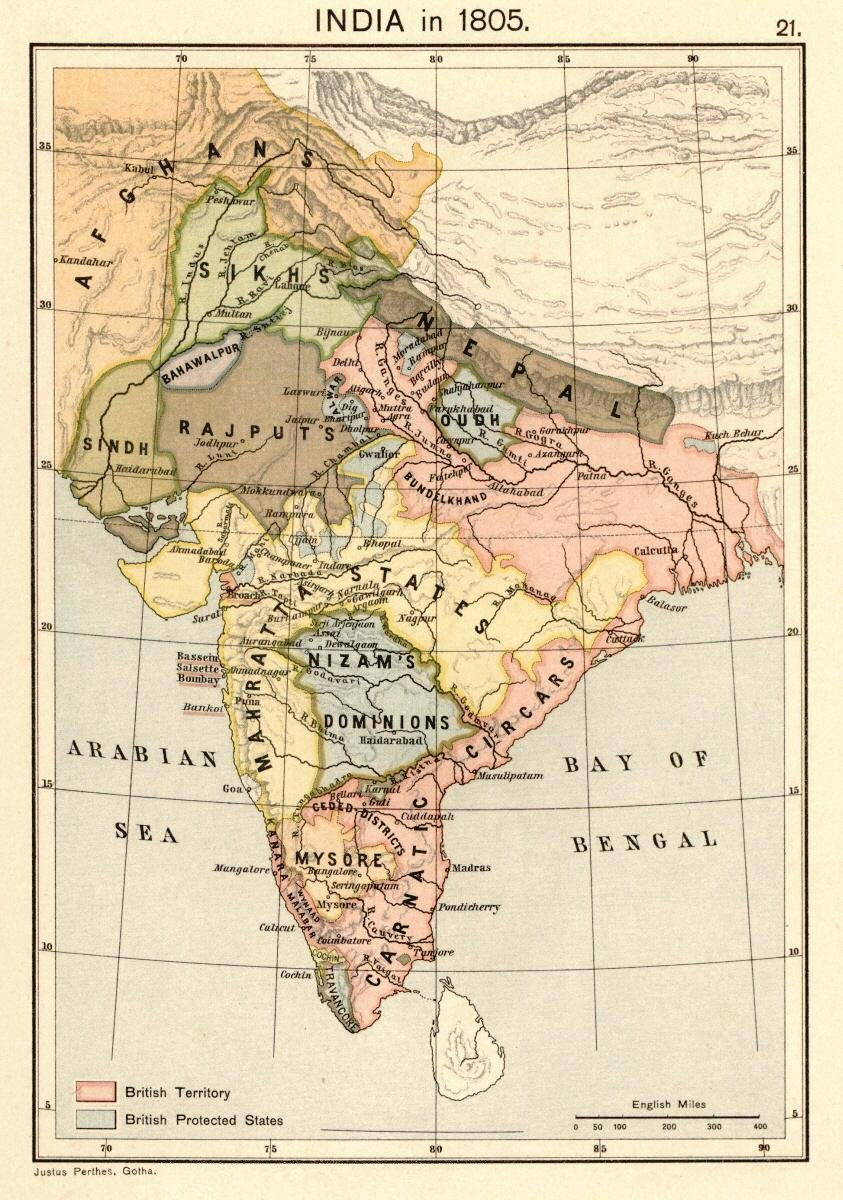
Mapa da Índia em 1805.
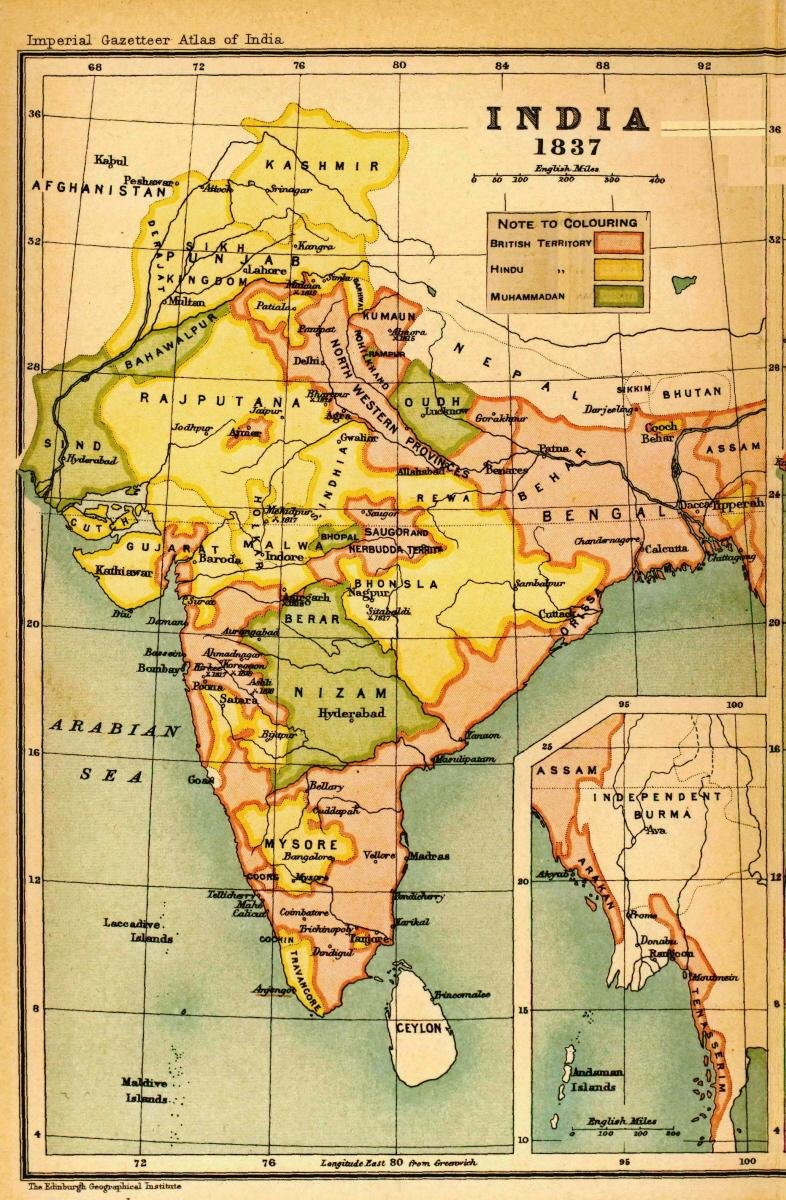
Mapa da Índia em 1837.
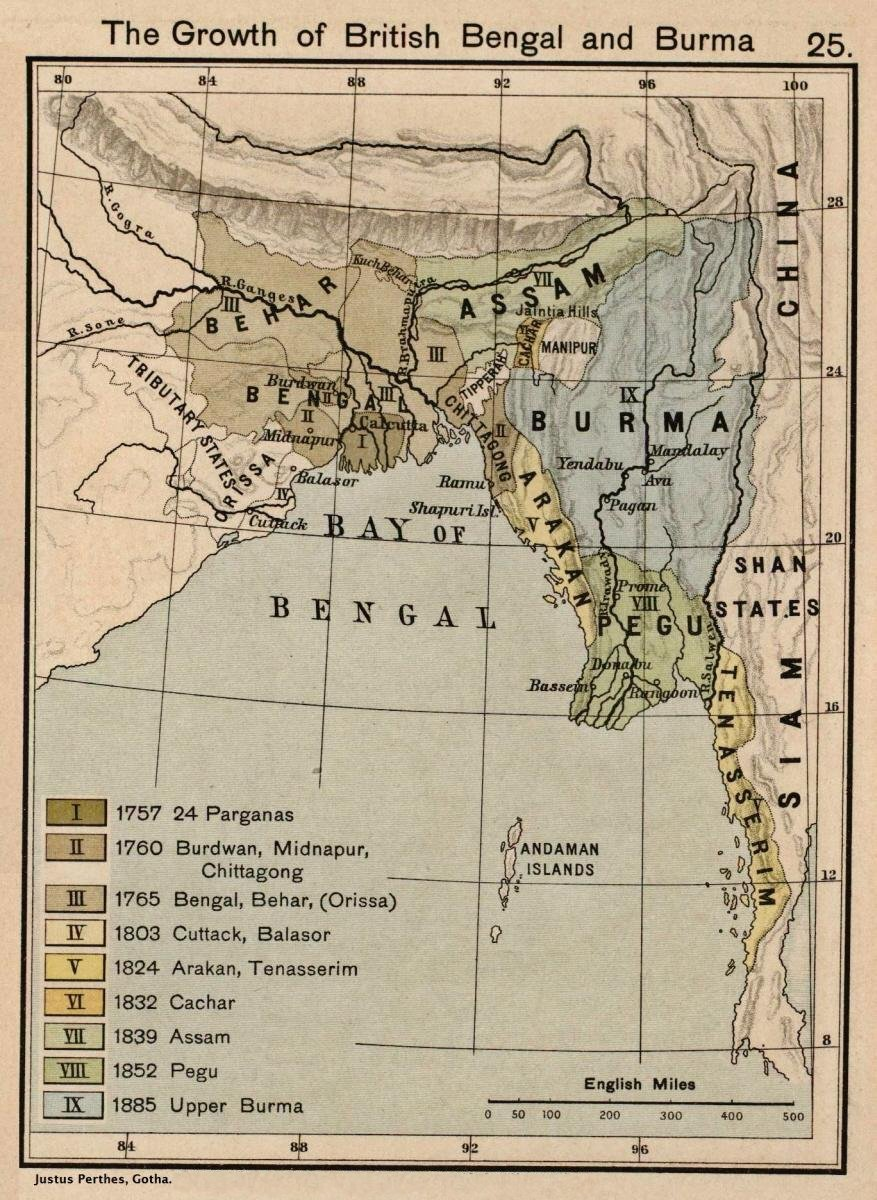
Expansão da Bengala Britânica e da Birmânia.

### As novas províncias
Em 1851, as vastas e crescentes participações da Companhia das Índias Orientais em todo o subcontinente ainda estavam agrupadas em apenas quatro territórios principais:
- Presidência de Bengala com capital em Calcutá
- Presidência de Bombaim com capital em Bombaim
- Presidência de Madras com capital em Madras
- Províncias do Noroeste com sede do vice-governador em Agra . A sede original do governo foi em Allahabad, depois em Agra, de 1834 a 1868. Em 1833, uma Lei do Parlamento Britânico (estatuto 3 e 4, Guilherme IV, cap. 85) promulgou a elevação das Províncias Cedidas e Conquistadas à nova Presidência de Agra, e a nomeação de um novo governador para esta última, mas o plano nunca foi executado. Em 1835 outro ato do Parlamento (estatuto 5 e 6, Guilherme IV, cap. 52) renomeou a região como Províncias do Noroeste, desta vez para ser administrada por um vice-governador, o primeiro dos quais, Sir Charles Metcalfe, seria nomeado em 1836. [21]

Na época da Rebelião Indiana de 1857 e do fim do governo da Companhia, os desenvolvimentos poderiam ser resumidos da seguinte forma:
- Presidência de Bombaim: ampliada após as Guerras Anglo-Marata.
- Presidência de Madras: ampliada em meados do século XVIII nas Guerras Carnáticas e nas Guerras Anglo-Maiçor.
- Presidência de Bengala: ampliada após as batalhas de Plassey (1757) e Buxar (1764), e após a Segunda e Terceira Guerras Anglo-Marata.
- Penang: tornou-se uma residência dentro da Presidência de Bengala em 1786, a quarta presidência da Índia em 1805, parte da presidência dos Estabelecimentos dos Estreitos até 1830, novamente parte de uma residência dentro da Presidência de Bengala quando os Estabelecimentos dos Estreitos se tornaram assim, e finalmente separados da Índia britânica em 1867.
- Províncias Cedidas e Conquistadas: estabelecidas em 1802 dentro da Presidência de Bengala. Proposta de renomeação para Presidência de Agra sob um governador em 1835, mas proposta não implementada.
- Ajmer-Merwara: cedido por Sindhia de Gwalior em 1818 na conclusão da Terceira Guerra Anglo-Marata.
- Coorg: Anexado em 1834.
- Províncias do Noroeste: estabelecidas como vice-governador em 1836 a partir das antigas províncias cedidas e conquistadas.
- Sind: anexado à Presidência de Bombaim em 1843.
- Província de Punjab: Estabelecida em 1849 a partir de territórios capturados na Primeira e Segunda Guerras Anglo-Sique.
- Província de Nagpur: Criada em 1853 a partir do estado principesco de Nagpur, tomada pela doutrina do lapso . Fundido nas Províncias Centrais em 1861.
- Estado de Oudh anexado em 1856 e governado depois disso até 1905 como comissário-chefe, como parte das Províncias do Noroeste e Oudh.

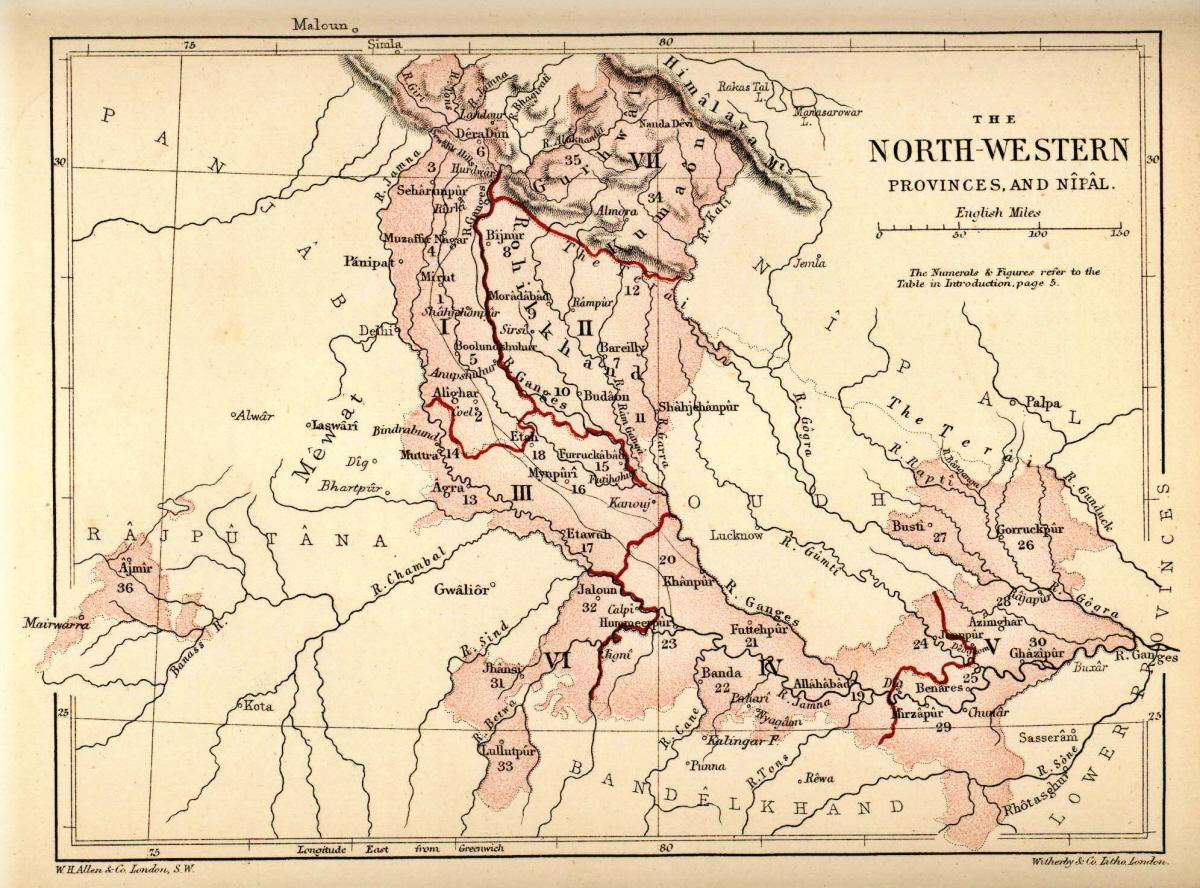
Províncias do Noroeste, depósitos em 1836 a partir das antigasProvíncias Cedidas e Conquistadas.
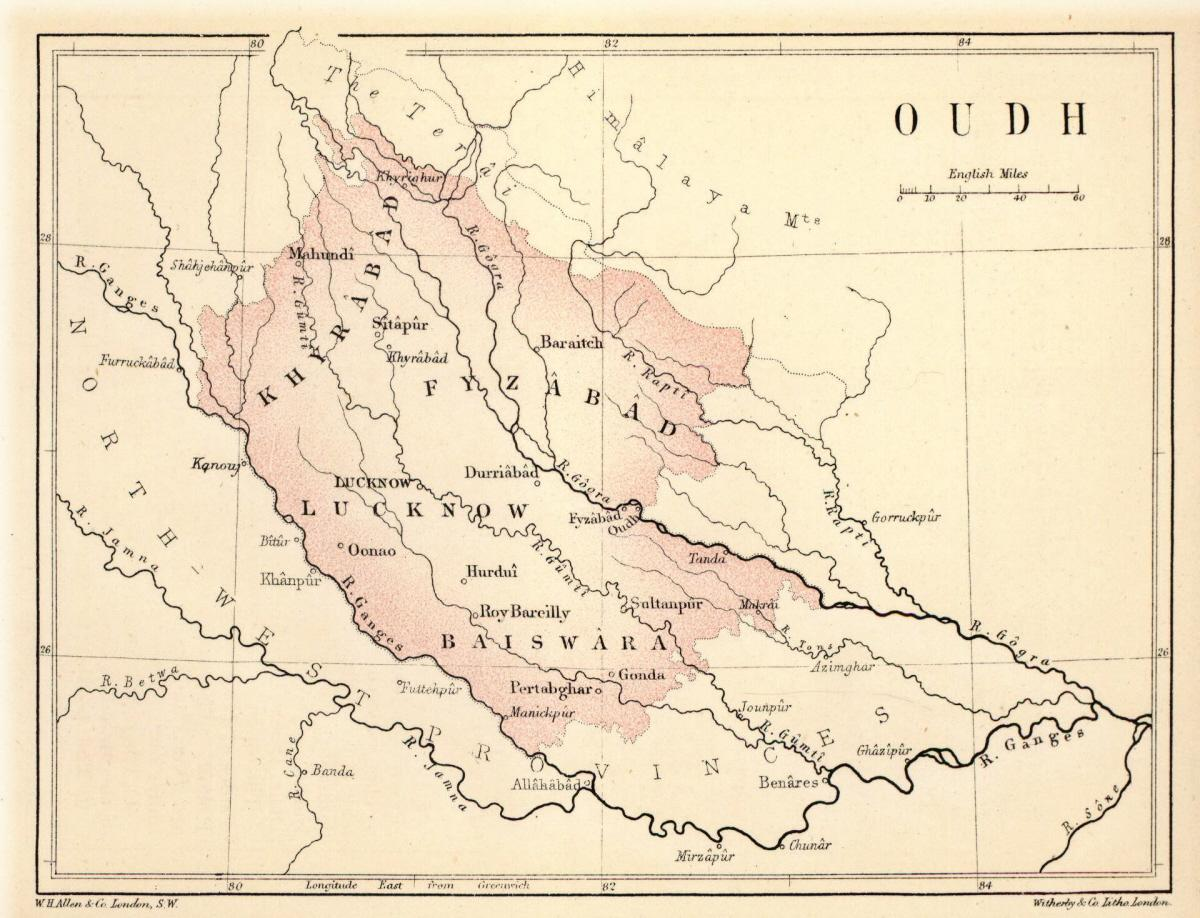
Oud anexado em 1856.

## Administração sob a Coroa (1858–1947)

### Contexto histórico
O Raj britânico começou com a ideia das presidências como centros de governo. Até 1834, quando foi formado um Conselho Legislativo Geral, cada presidência sob o seu governador e conselho tinha poderes para promulgar um código dos chamados 'regulamentos' para o seu governo. Portanto, qualquer território ou província que fosse acrescentado por conquista ou tratado a uma presidência ficaria sujeito aos regulamentos existentes da presidência correspondente. No entanto, no caso das províncias que foram adquiridas mas não foram anexadas a nenhuma das três presidências, o seu pessoal oficial poderia ser fornecido conforme o governador-geral quisesse e não era regido pelos regulamentos existentes de Bengala, Madras ou Bombaim. presidências. Essas províncias tornaram-se conhecidas como 'províncias não regulamentadas' e até 1833 não existia nenhuma disposição para um poder legislativo nesses locais.  Os mesmos dois tipos de gestão aplicaram-se aos distritos. Assim, Ganjam e Visakhapatnam eram distritos não regulamentados.  Províncias não regulamentadas incluem:
- Província de Ajmer (Ajmer-Merwara)
- Estados Cis-Sutlej
- Territórios de Saugor e Nerbudda
- Fronteira Nordeste (Assam)
- Cooch Behar
- Fronteira Sudoeste (Chota Nagpur)
- Estado de Jhansi
- Província de Kumaon

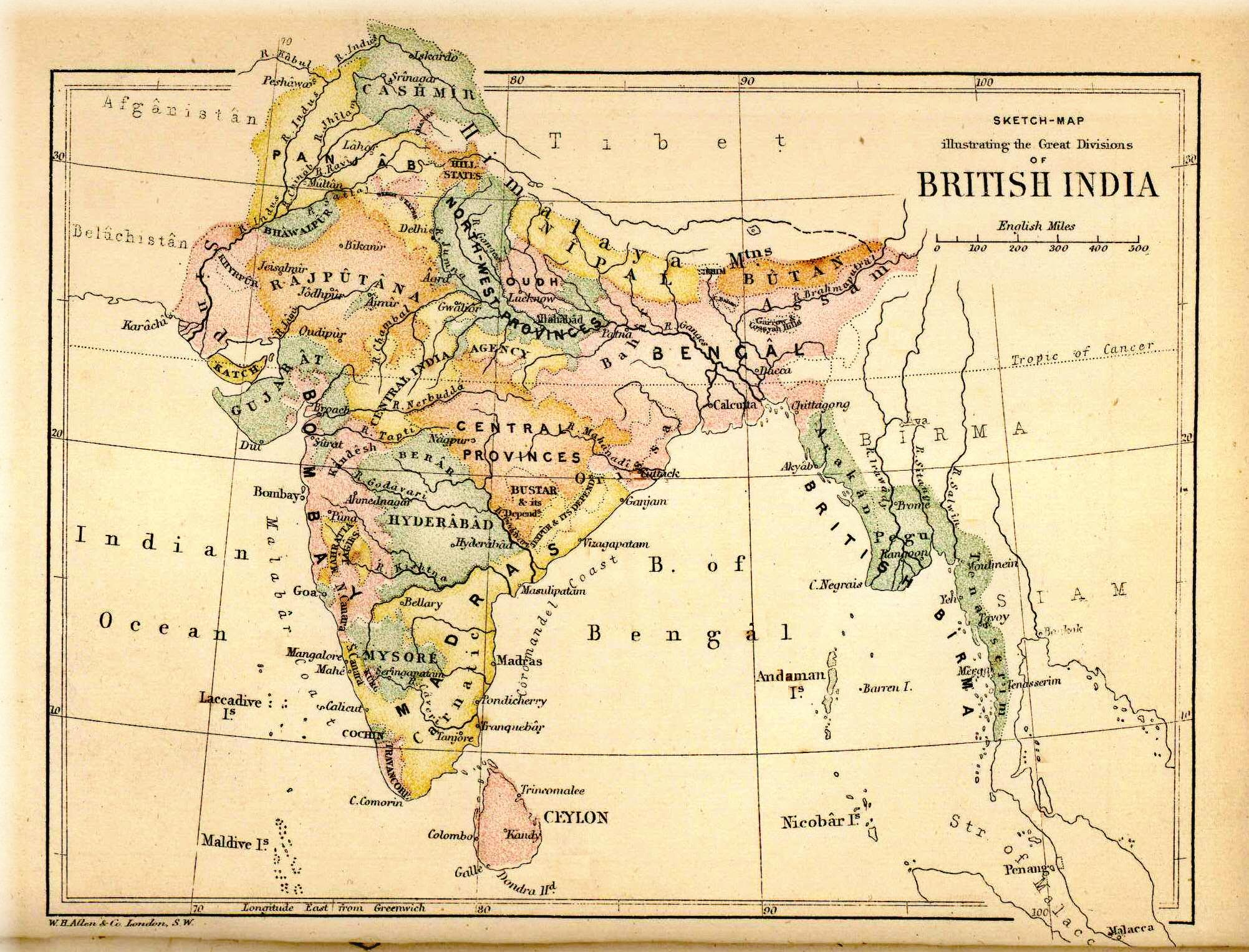
Índia Britânica em 1880: Este mapa incorpora as províncias da Índia Britânica, os Estados Príncipes e a Colônia da Coroa legalmente não-indiana do Ceilão.
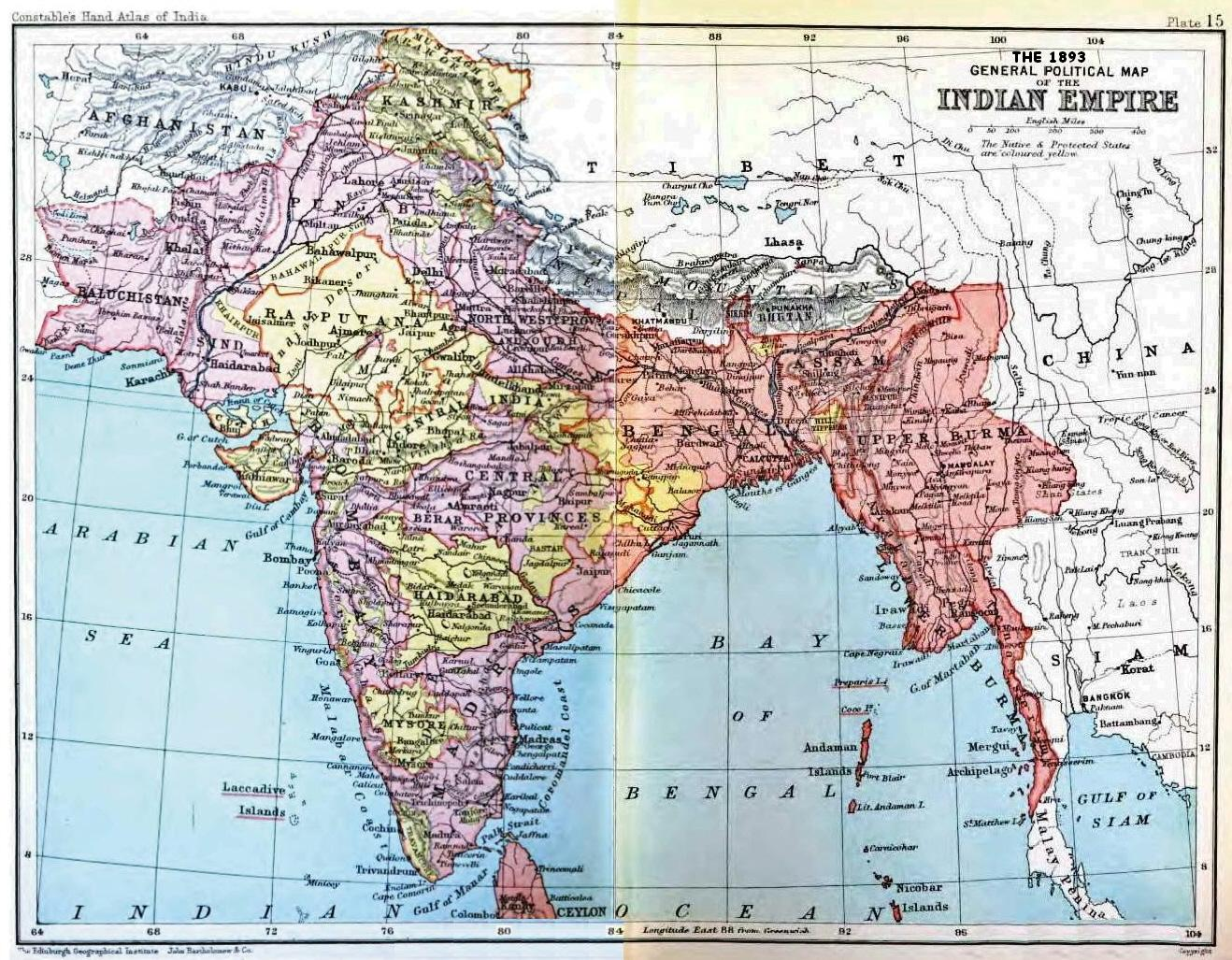
O Império Indiano em 1893 após a anexação da Alta Birmâniae incorporação doBaluchistão.
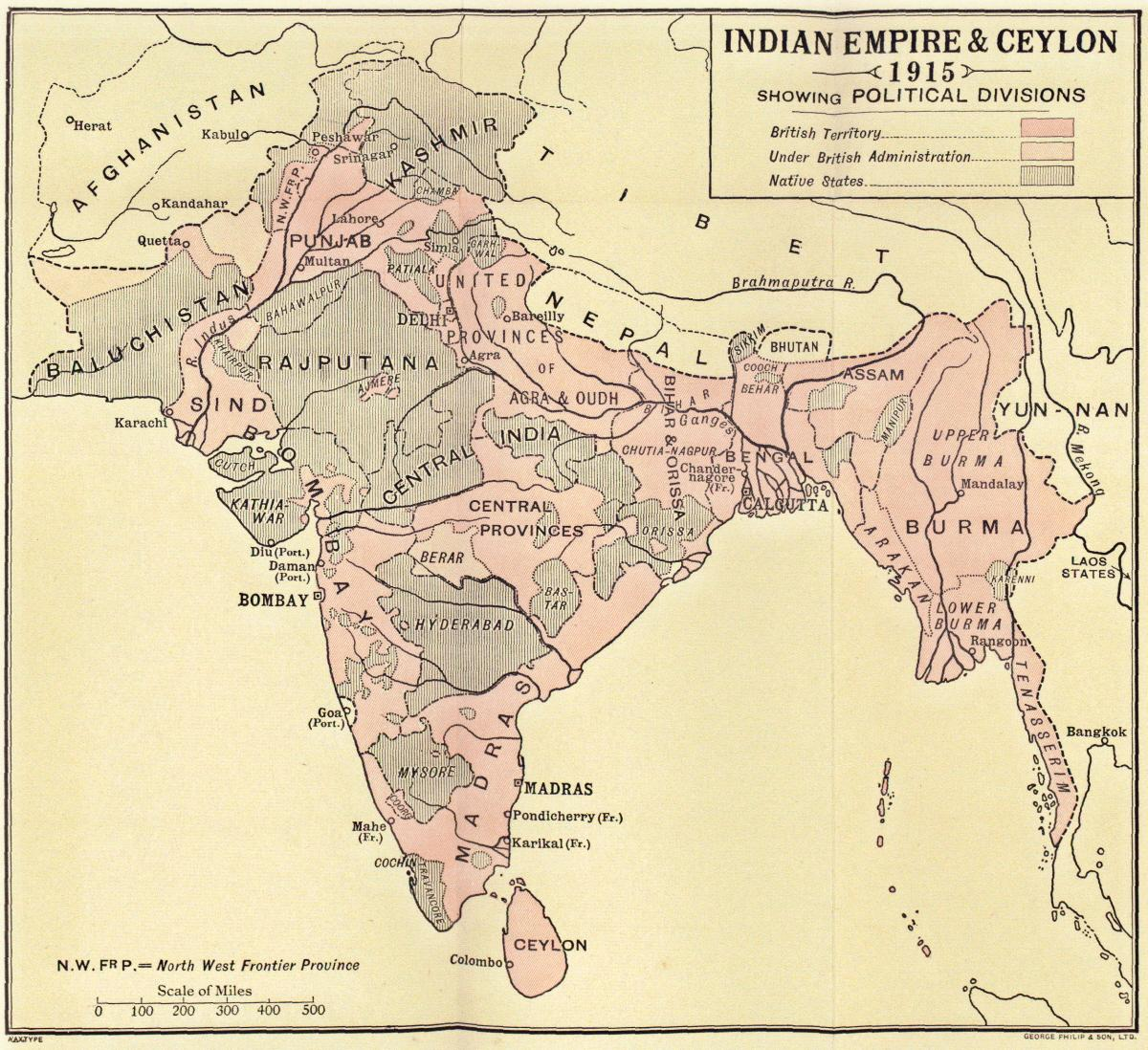
O Império Indiano em 1915 após a reunificação de Bengala, a criação da nova província de Bihar e Orissa, e o restabelecimento de Assam.

### Províncias de regulação
- Províncias Centrais: Criadas em 1861 a partir da Província de Nagpur e dos Territórios de Saugor e Nerbudda. Berar foi adicionado à província em 1903 e foi renomeado como Províncias Centrais e Berar em 1936.
- Birmânia: Baixa Birmânia anexada em 1852, estabelecida como província em 1862, Alta Birmânia incorporada em 1886. Separado da Índia Britânica em 1937 para ser administrado de forma independente pelo recém-criado Escritório do Governo Britânico na Birmânia.
- Assam: separada de Bengala em 1874 como província não regulamentada da Fronteira Nordeste . Incorporado na nova província de Bengala Oriental e Assam em 1905. Restabelecida como província em 1912.
- Ilhas Andaman e Nicobar: estabelecidas como província em 1875.
- Baluchistão: Organizado em província em 1887.

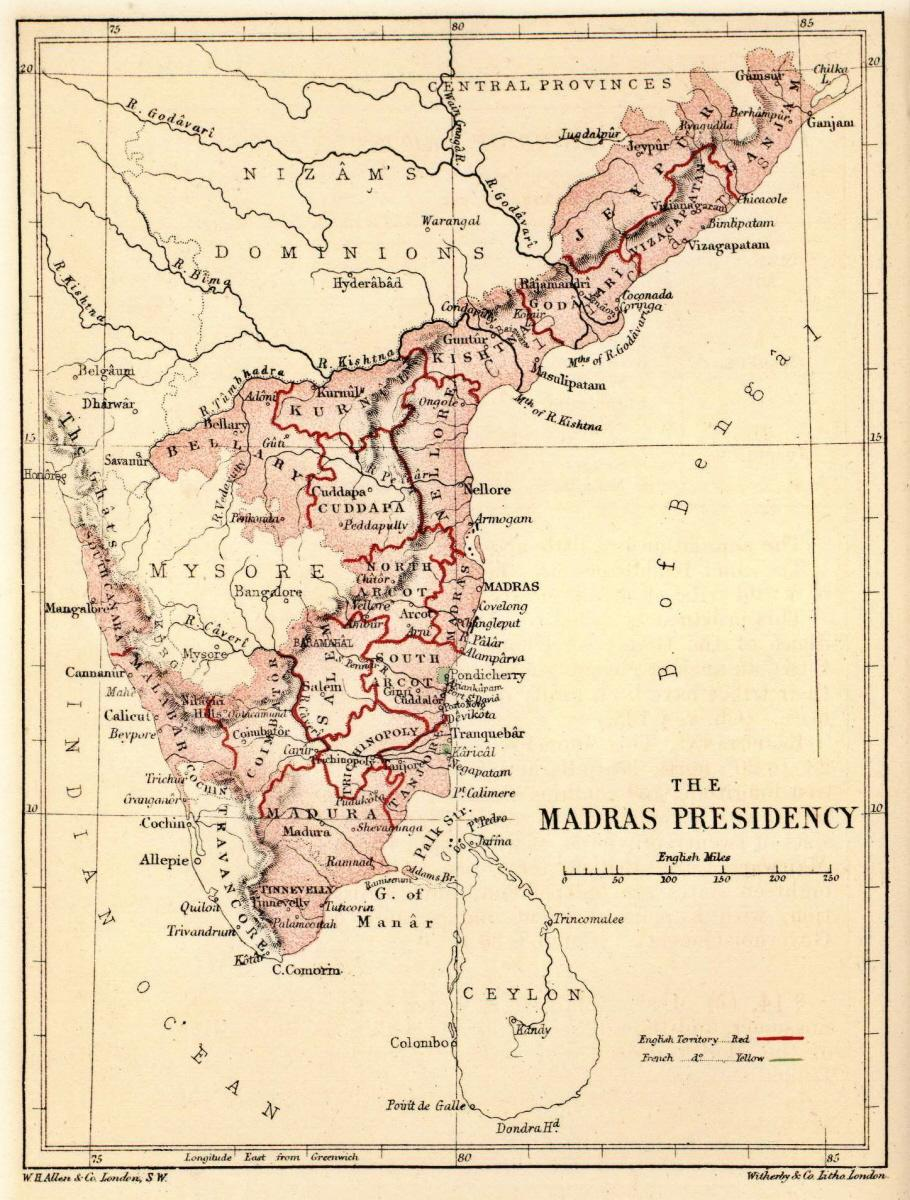
Presidência de Madras mostrada em um mapa de 1880.
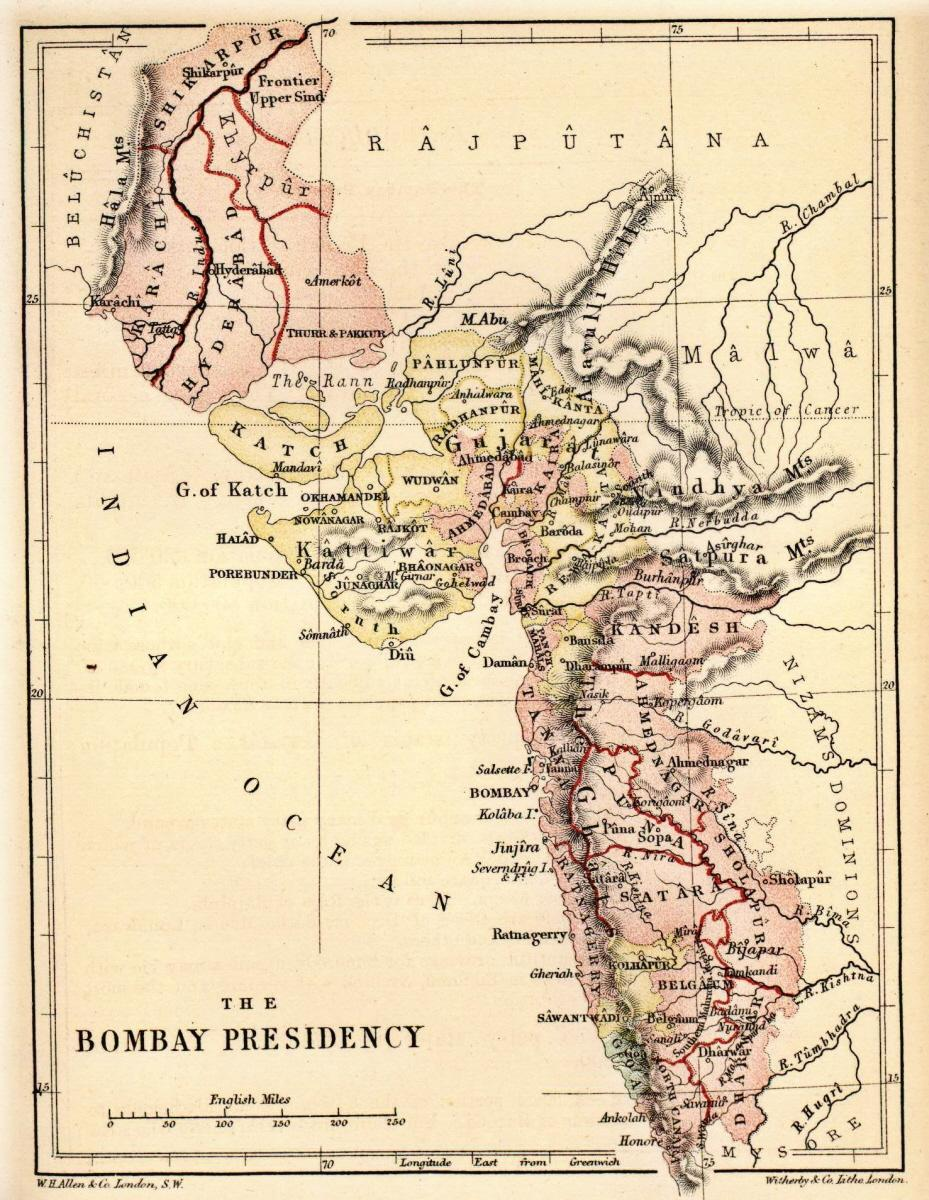
Presidência de Bombaim em um mapa de 1880.
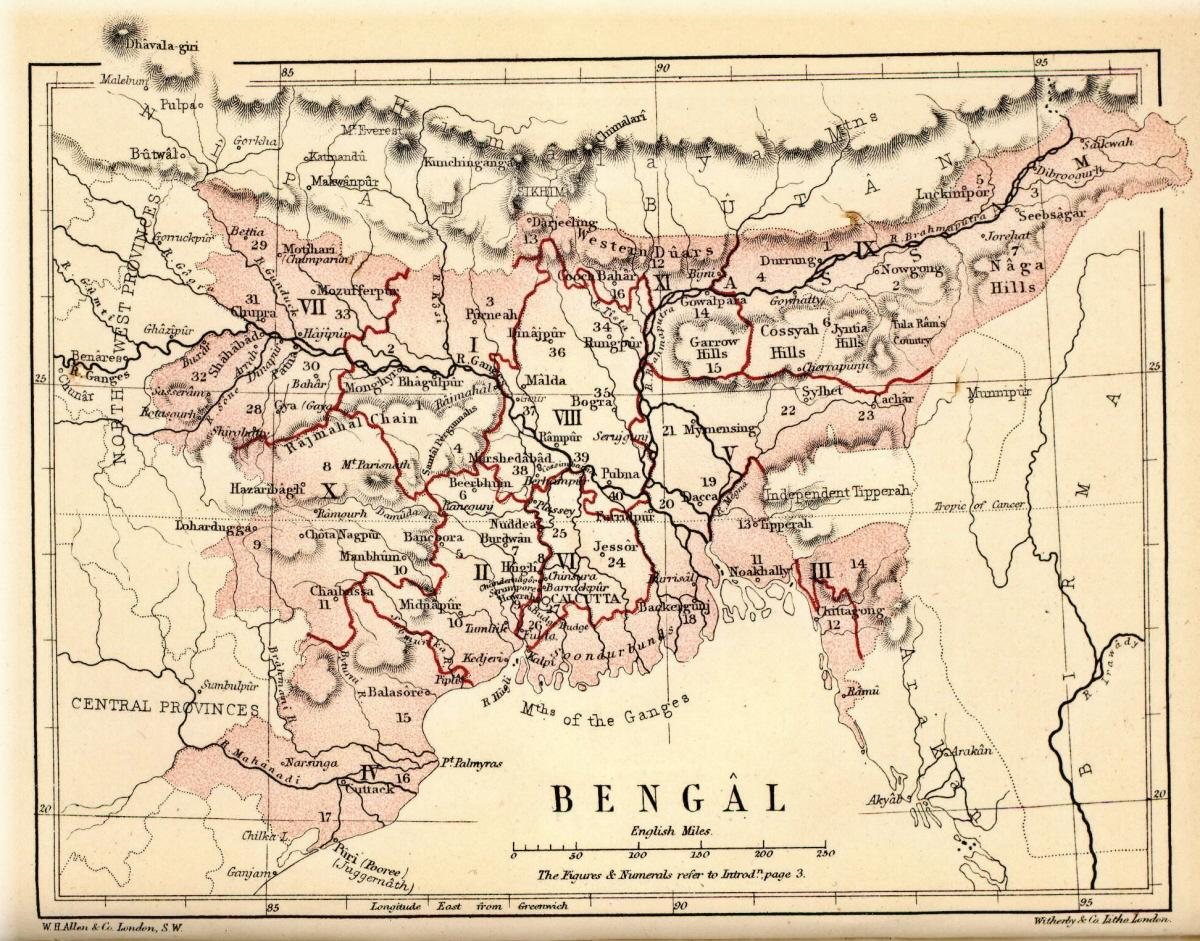
Presidência de Bengala em 1880.
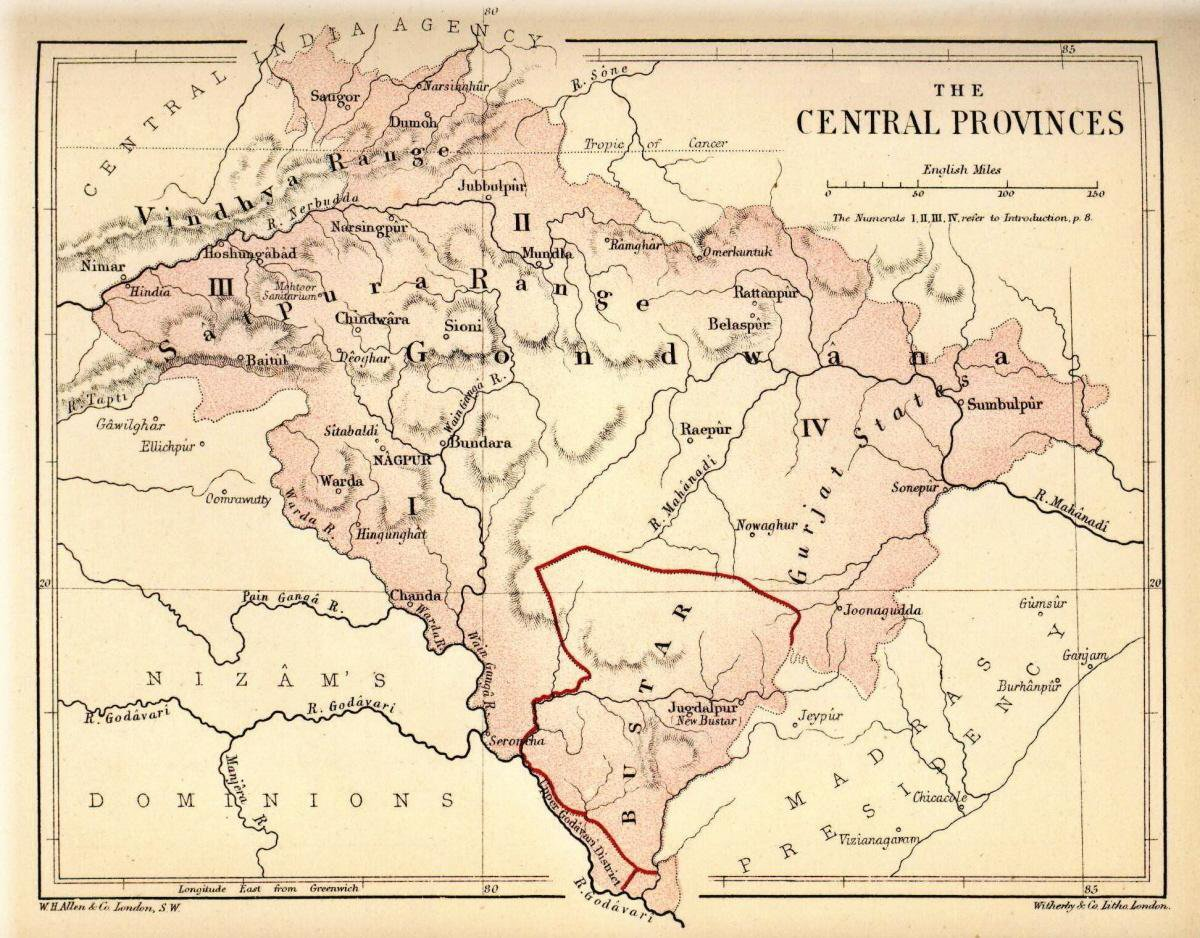
Um mapa de 1880 das províncias centrais. A província foi encontrada em 1861.
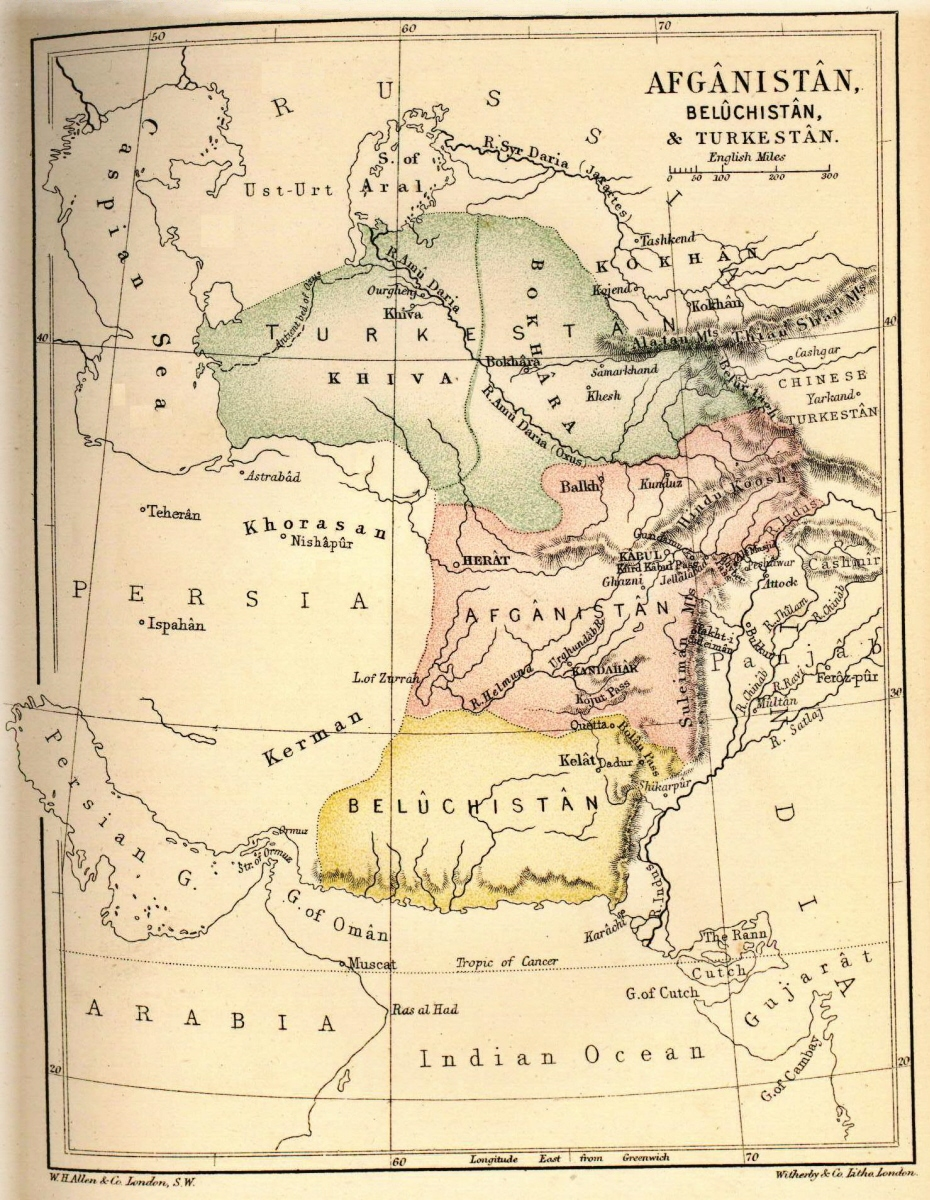
Beluchistão, marcado como um reino independente junto com o Afeganistão e o Turquestão, em um mapa de 1880.
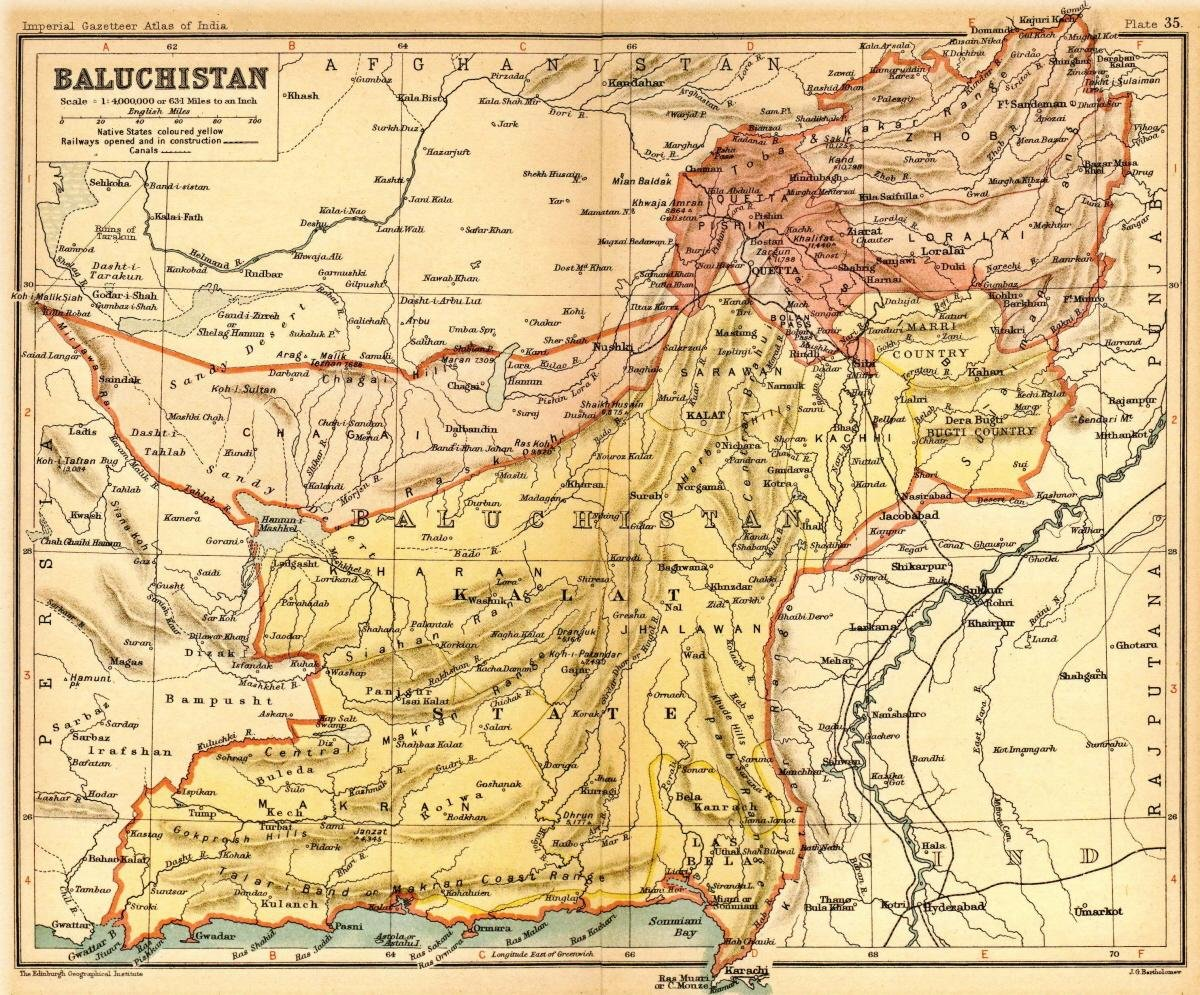
Baluchistão em 1908: os distritos e agências do Baluchistão britânico são marcados ao lado dos Estados, principalmente: Kalat.

- Província da Fronteira Noroeste: criada em 1901 a partir dos distritos do noroeste da província de Punjab.
- Bengala Oriental e Assam: criada em 1905 com a divisão de Bengala, juntamente com a antiga província de Assam. Fundiu-se novamente com Bengala em 1912, com a parte nordeste restabelecida como província de Assam.
- Bihar e Orissa: separados de Bengala em 1912. Renomeado Bihar em 1936, quando Orissa se tornou uma província separada.
- Delhi: Separada do Punjab em 1912, quando se tornou a capital da Índia britânica.
- Orissa: Província separada separando certas porções da província de Bihar-Orissa e da província de Madras em 1936.
- Sind: Separado de Bombaim em 1936.
- Panth-Piploda: tornou-se província em 1942, a partir de territórios cedidos por um governante nativo.

### Principais províncias

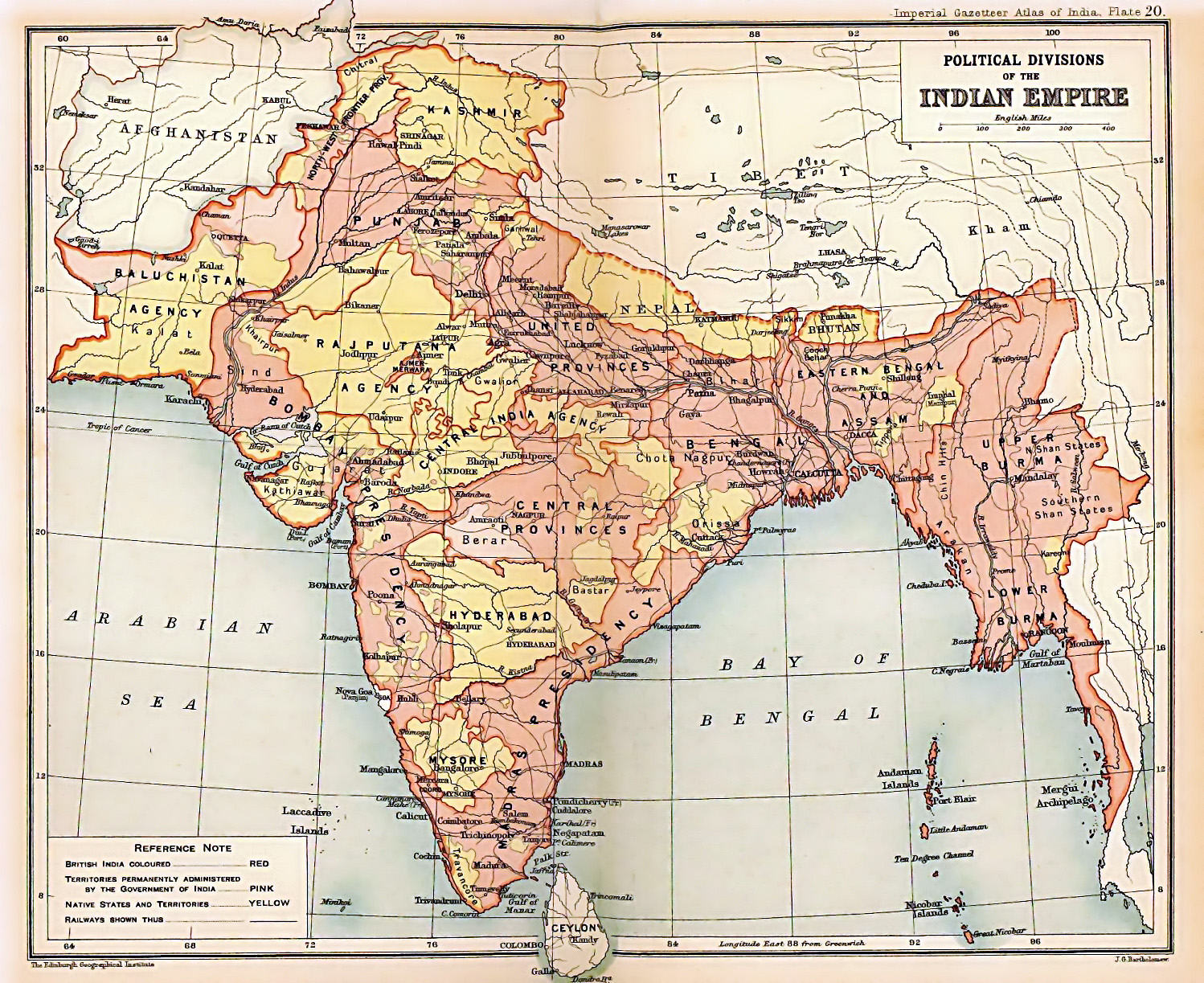
Um mapa do Império Indiano Britânico em 1909 durante a divisão de Bengala (1905–1911), mostrando a Índia Britânica em dois tons de rosa (coral e claro) e os estados principescos em amarelo.

Na virada do século 20, a Índia britânica consistia em oito províncias administradas por um governador ou por um vice-governador. A tabela a seguir lista suas áreas e populações (mas não inclui as dos estados nativos dependentes):  Durante a divisão de Bengala (1905–1912), existia uma nova província de vice-governador de Bengala Oriental e Assam. Em 1912, a partição foi parcialmente revertida, com as metades oriental e ocidental de Bengala reunidas e a província de Assam restabelecida; também foi criada uma nova província de vice-governador de Bihar e Orissa.
| Província da Índia Britânica | Área (em milhares de milhas quadradas) | População  | Escritório do chefe administrativo |
| ---------------------------- | -------------------------------------- | ---------- | ---------------------------------- |
| Birmânia                     | 170                                    | 9.000.000  | Tenente-Governador                 |
| Bengala                      | 151                                    | 75.000.000 | Tenente-Governador                 |
| Madras                       | 142                                    | 38.000.000 | Governador em Conselho             |
| Bombaim                      | 123                                    | 19.000.000 | Governador em Conselho             |
| Províncias Unidas            | 107                                    | 48.000.000 | Tenente-Governador                 |
| Províncias Centrais e Berar  | 104                                    | 13.000.000 | Comissário Chefe                   |
| Punjab                       | 138                                    | 20.000.000 | Tenente-Governador                 |
| Assam                        | 49                                     | 6.000.000  | Comissário Chefe                   |

### Províncias menores
Além disso, havia algumas províncias administradas por um comissário-chefe: 
| Província Menor                 | Área (em milhares de milhas quadradas) | População (em milhares de habitantes) | Escritório do chefe administrativo                                               |
| ------------------------------- | -------------------------------------- | ------------------------------------- | -------------------------------------------------------------------------------- |
| Província da Fronteira Noroeste | 16                                     | 2.125                                 | Comissário Chefe                                                                 |
| Baluchistão                     | 46                                     | 308                                   | Agente político britânico no Baluchistão serviu como Comissário Chefe ex officio |
| Coorg                           | 1.6                                    | 181                                   | Residente britânico em Mysore serviu como Comissário Chefe ex officio            |
| Ajmer Merwara                   | 2.7                                    | 477                                   | O agente político britânico em Rajputana serviu como comissário-chefe ex officio |
| Ilhas Andamão e Nicobar         | 3                                      | 25                                    | Comissário Chefe                                                                 |

### Adem
Como o Acordo de Adem, uma dependência da Presidência de Bombaim de 1839 a 1932; tornou-se província do comissário-chefe em 1932; separou-se da Índia e formou a Colônia da Coroa de Adem em 1937.

## Partição e independência (1947)
Na época da independência em 1947, a Índia Britânica tinha 17 províncias:
- Ajmer-Merwara
- Ilhas Andamão e Nicobar
- Assam
- Baluchistão
- Bengala
- Bihar
- Bombaim
- Províncias Centrais e Berar
- Coorg
- Delhi
- Madras
- Província da Fronteira Noroeste
- Orissa
- Panth-Piploda
- Punjab
- Sind
- Províncias Unidas

Após a partição da Índia Britânica no Domínio da Índia e no Domínio do Paquistão, onze províncias (Ajmer-Merwara-Kekri, Ilhas Andaman e Nicobar, Bihar, Bombaim, Províncias Centrais e Berar, Coorg, Delhi, Madras, Panth-Piploda, Orissa, e as Províncias Unidas) juntaram-se à Índia, três (Baluchistão, Fronteira Noroeste e Sindh) juntaram-se ao Paquistão e três (Punjab, Bengala e Assam) foram divididos entre a Índia e o Paquistão.
Em 1950, após a adoção da nova constituição indiana, as províncias da Índia foram substituídas por estados redesenhados e territórios de união. O Paquistão, no entanto, manteve as suas cinco províncias, uma das quais, Bengala Oriental, foi renomeada como Paquistão Oriental em 1956 e tornou-se a nação independente de Bangladesh em 1971.